# Lou Yun
Lou Yun (n. 23 iunie 1964, Hangzhou, Republica Populară Chineză) este un gimnast artistic ce a reprezentat Republica Populară Chineză, medaliat olimpic. A participat la 2 ediții ale Jocurilor Olimpice (1984, 1988) în care a câștigat două medalii de aur, două medalii de argint și o medalie de bronz.